# یونکرس ۶۰
یونکرس ۶۰ (به انگلیسی: Junkers Ju 60) یک هواگرد ساختِ کارخانهٔ یونکرس در کشور آلمان است. این هواگرد برای نخستین بار در ۸ نوامبر ۱۹۳۲ میلادی مورد استفاده قرار گرفت.